# Cabanela (Asturias)
Cabanela es una entidad de población española de la parroquia de Pesoz, perteneciente al municipio del mismo nombre, en la comunidad autónoma de Asturias.

## Historia
Hacia mediados del siglo XIX, el lugar, ya por entonces perteneciente a Pesoz, tenía contabilizada una población de veintidós habitantes. Aparece descrito en el quinto volumen del Diccionario geográfico-estadístico-histórico de España y sus posesiones de Ultramar de Pascual Madoz con las siguientes palabras:

CABANELA: ald. en la prov. de Oviedo, ayunt. y felig. de Sta. Eulalia de Pesoz (V.). pobl. 4 vec. y 22 alm.
(Madoz, 1846, p. 14)

En 2023, la entidad singular de población, encuadrada dentro de la entidad colectiva de Pesoz, tenía empadronados tres habitantes.